# Pfarrkirche Siebenhirten (Gemeinde Mistelbach)

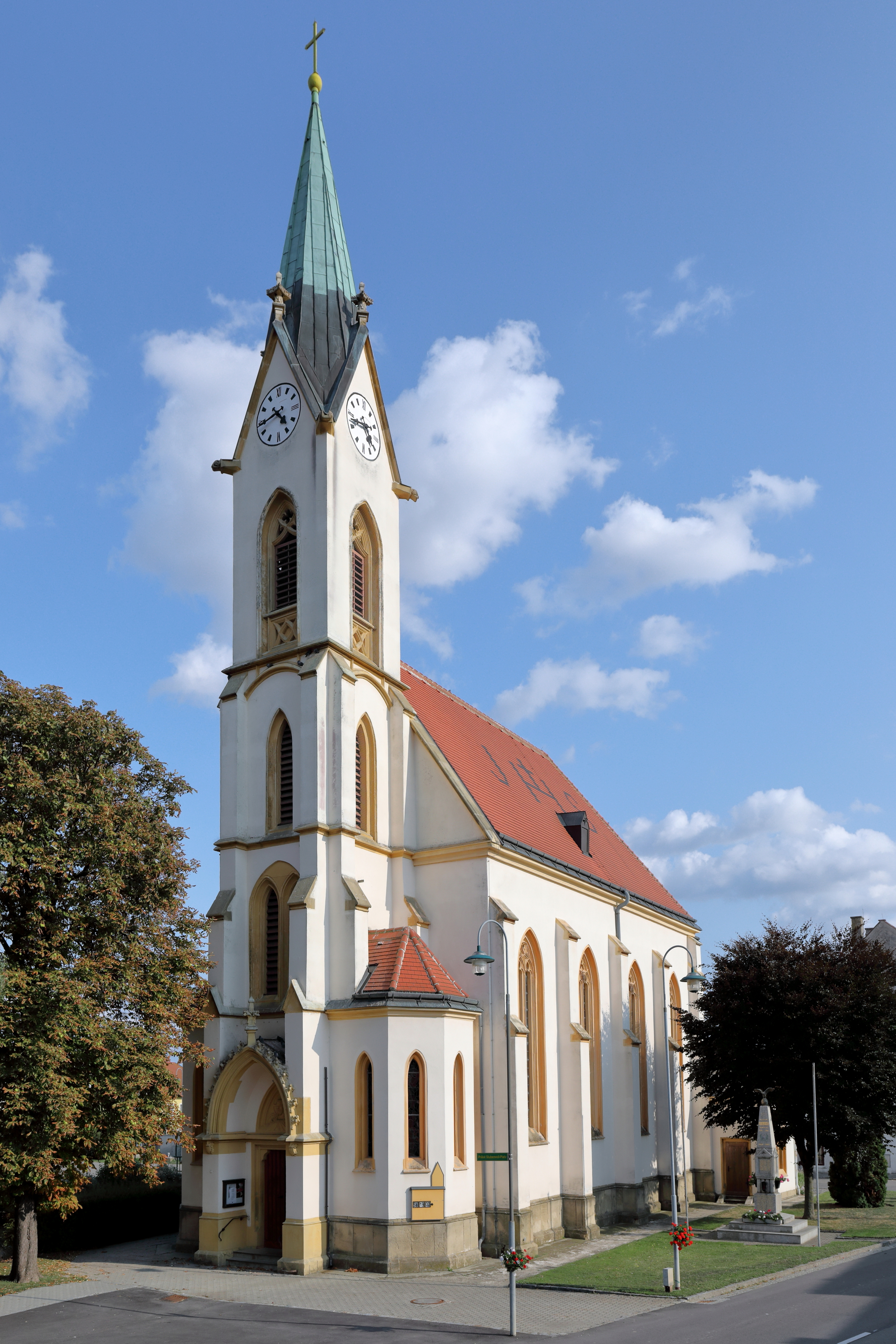
Pfarrkirche hl. Rochus in Siebenhirten

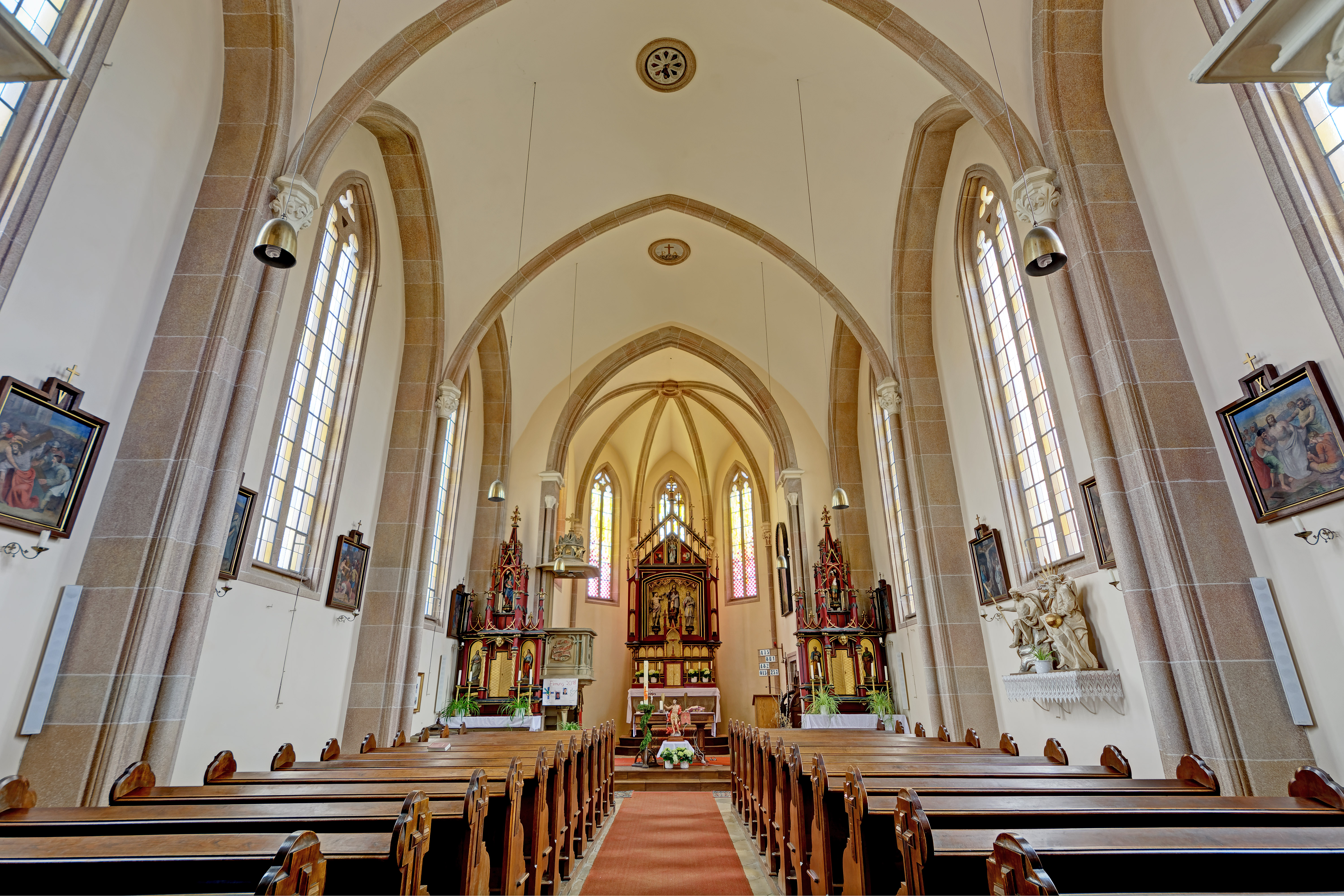
Kircheninneres

Die römisch-katholische Pfarrkirche Siebenhirten steht in der Ortschaft Siebenhirten in der Gemeinde Mistelbach im Bezirk Mistelbach in Niederösterreich. Sie ist dem heiligen Rochus geweiht und liegt im Dekanat Mistelbach-Pirawarth im Vikariat Unter dem Manhartsberg der Erzdiözese Wien. Das Bauwerk steht unter Denkmalschutz (Listeneintrag).

## Lagebeschreibung
Die Kirche steht am südlichen Ortsausgang der Ortschaft Siebenhirten.

## Geschichte
1784 wird erstmals eine Pfarre in Siebenhirten genannt. Das Kirchenbauwerk wurde laut Portalinschrift im Jahr 1868 nach einem Entwurf von Hieronymus Schaller errichtet.

## Architektur

### Kirchenäußeres
Das Gotteshaus ist ein neugotischer Bau mit hochaufragendem vorgestelltem Fassadenturm. Der südliche Chor ist gegenüber dem Langhaus niedriger und eingestellt. Chor und Langhaus liegen unter Satteldächern. Die Fassade ist durch Strebepfeiler und Spitzbogenfenster gegliedert. Der Kirchturm ist viergeschoßig und durch Gesimse gegliedert. Die Schallfenster weisen Maßwerkverzierungen auf. Darüber ist ein Giebelspitzhelm. Das Eingangsportal ist schulterbogig geformt und hat ein Tympanonrelief mit einer Büste Jesu unter einem baldachinartigen Vorbau. Östlich am Turm schließt ein Treppenturm an, westlich ein analoger Kapellenanbau.

### Kircheninneres
Das Langhaus der Kirche ist vierjochig und kreuztonnengewölbt. Zwischen den Gewölben sind spitzbogige Gurtbögen. Diese ruhen auf Wandpfeilern und Diensten. Die nördlich liegende Empore ruht auf zwei Säulen. Zwischen Chor und Langhaus befindet sich ein spitzbogiger Triumphbogen. Der Chor ist einjochig und schließt im 3/8-Schluss unter Kreuzrippengewölbe.

## Ausstattung
Der Hochaltar ist ein neugotischer Schnitzaltar aus den Jahren 1869 und 1870. Er wurde 1952 verändert. In der Mittelnische befindet sich eine Schnitzfigur des heiligen Rochus, der von Figuren der Heiligen Sebastian und Karl Borromäus flankiert wird. Im Aufsatz ist die heilige Rosalia dargestellt.
Die beiden neugotischen Seitenaltäre stammen aus dem Jahr 1870. Auf dem linken Seitenaltar steht eine Schnitzfigur der Schmerzhaften Maria. Auf dem rechten Seitenaltar steht eine Schnitzfigur des heiligen Florian. Alle Altarstatuen wurden von Johann Preleuthner geschaffen. Die übrige Ausstattung stammt aus der Bauzeit, jedoch stammt die Ausstattung der Marienkapelle aus den Jahren 1954 und 1955. Die Gruppenfigur der Heiligsten Dreifaltigkeit stammt aus dem Jahr 1728, die Figur des heiligen Petrus aus dem 18. Jahrhundert.

## Orgel

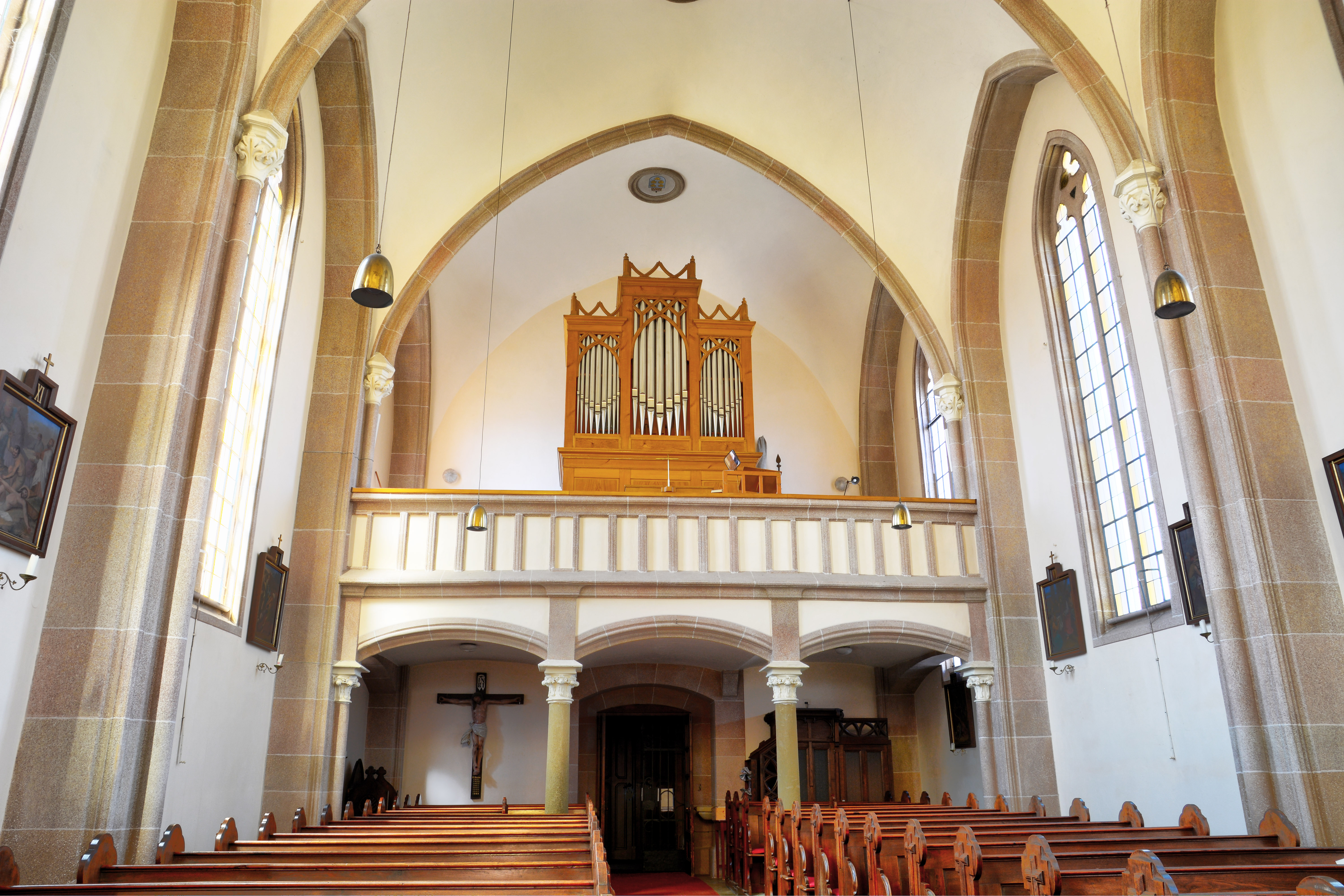
Blick auf den Orgelprospekt

Die Orgel stammt aus dem Jahr 1871 von Franz Reusch.